# Gustav Holm
Pour les articles homonymes, voir Holm.
Gustav Frederik Holm, né le 6 août 1849 à Copenhague et mort le 13 mars 1940 dans la même ville, est un officier de marine et explorateur arctique danois.

## Biographie

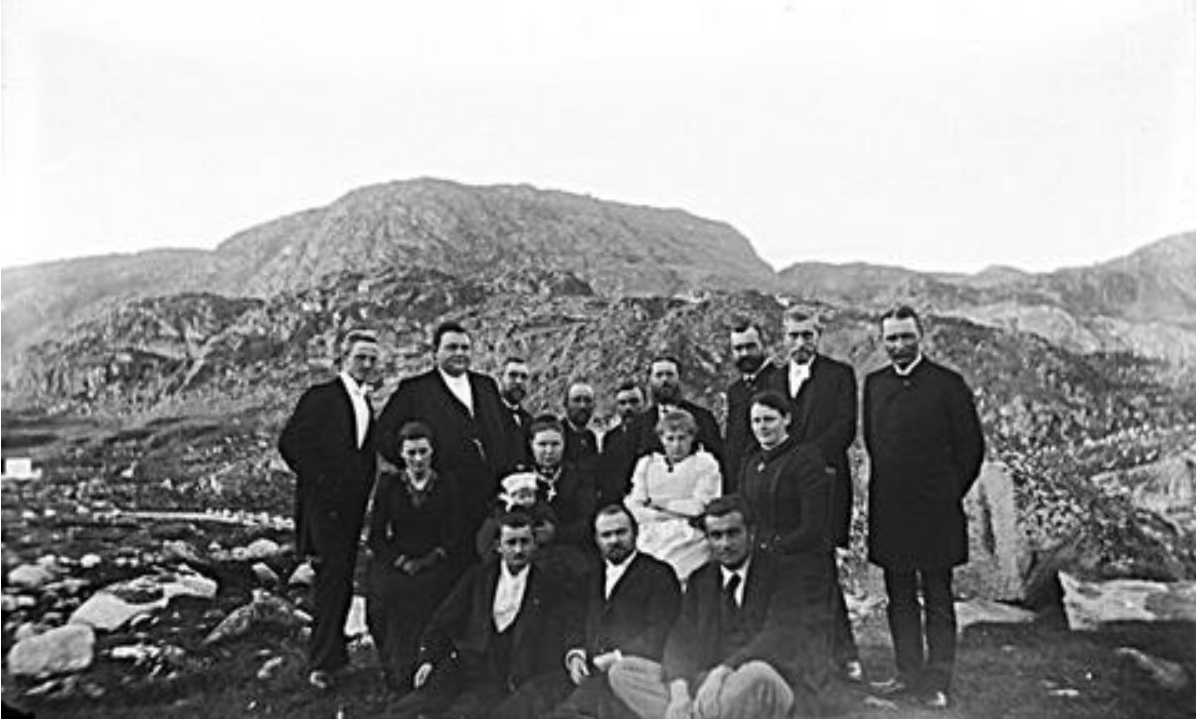
Gustav Holm (au 2e rang, 3e en partant de la gauche) à Qaqortoq, Groenland, en 1894.

Commandant (1899), chef du bureau d'hydrographie (1899-1909), directeur des pilotes (1912), il est célèbre pour ses divers voyages sur les côtes du Groenland. En 1876, il participe ainsi à une mission géologique de Japetus Steenstrup, puis de 1883 à 1885, explore avec Thomas Vilhelm Garde la côte Est du Groenland, où il découvre onze communautés inuits inconnues de l'Occident ainsi que l'île d'Ammassalik.
La péninsule Gustav Holm a été nommée en son honneur.
Il est le beau-père de l'explorateur Ejnar Mikkelsen.

## Œuvres
- Beskrivelse af ruiner i Julianehaabs Distrikt, der ere undersøgte i aaret 1880 (1883)
- Sagn Og Fortællinger Fra Angmagsalik Samlede (1888)
- Den danske Konebaads-Expedition til Grønlands Østkyst 1883-85 (1889)
- Om de geografiske Forhold i dansk Østgrønland (1889)
- Ethnological Sketch of the Angmagsalik Eskimo (1911)
- Legends and Tales from Angmagsalik (1912)
- The Ammassalik Eskimo (1914)
- Small Additions to the Vinland Problem. In Consequence of Professor H. P. Steensby's "Norsemen's Route from Greenland to Wineland (1924)